# Alessandro Valignano
Alessandro Valignano  (chinois simplifié : 范礼安 ; chinois traditionnel : 范禮安 ; pinyin : Fàn Lǐ’ān), né le 7 février 1539 à Chieti (royaume de Naples), et décédé le 20 janvier 1606 à Macao, est un prêtre jésuite italien, envoyé en Extrême-Orient par Everard Mercurian. Visiteur et vicaire général des jésuites de tout l'Orient, il y initia une approche inculturée de la foi chrétienne qui transforma le travail missionnaire en Asie.

## Biographie

### Jeunesse et formation
Valignano naquit dans une famille illustre de Chieti. Il étudia le droit à l’université de Padoue où il acquit le double doctorat (civil et canonique). Il passa une année en prison, accusé d’avoir pris part à une de ces bagarres qui avaient rendu célèbres les étudiants de Padoue. Parti à Rome en 1565 pour y chercher une belle situation il y rencontra les jésuites et entra dans la Compagnie de Jésus (1566). Études de philosophie et de théologie furent faites au Collège Romain et il est ordonné prêtre en 1570 (il avait déjà 31 ans). Après un bref séjour à Macerata comme recteur du collège jésuite, il est nommé par Everard Mercurian, supérieur général des Jésuites, visiteur des missions en Inde et Extrême-Orient (1573).

### Voyages en Inde et Extrême-Orient

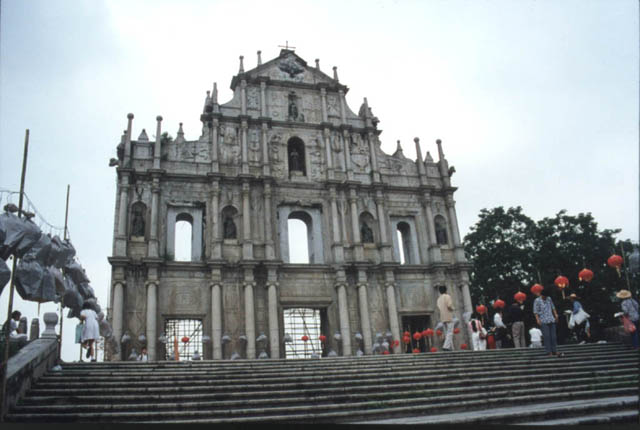
Façade de l'église de la Mère-de-Dieu, à Macao

Il quitta Lisbonne et l’Europe en 1574 avec un groupe de 40 missionnaires. En fin d’année, il arriva à Goa et commença immédiatement une visite systématique de tous les postes de mission dans le pays. Ensuite, ce fut Malacca (1577), Macao (1578) où un poste commercial portugais avait été ouvert depuis peu, et il arriva au Japon en 1579, soit 31 ans après Niccolò Lancillotto. Il y organisa la première ambassade japonaise en Europe (1582-90) : quatre jeunes chrétiens furent envoyés rendre visite au pape et aux diverses cours européennes. Il s’agissait de faire connaître les missions d’Extrême-Orient en Europe comme de permettre aux jeunes gens de mieux connaître la culture chrétienne. Il avait l’intention de les accompagner à Rome, mais arrivé à Goa il apprit qu’il y avait été nommé provincial : il y resta (1583-1587). Il repartit à Macao (juillet 1588-juin 1590), et, lorsque le groupe fut de retour (1590), voyagea avec eux de nouveau jusqu’au Japon. Comme ambassadeur du vice-roi de l'Inde, il eut une entrevue avec Toyotomi Hideyoshi en 1591, mais sans succès : le christianisme resta interdit et les chrétiens durent faire face à de sévères persécutions. Valignano dut repartir à Macao (octobre 1592-novembre 1594) où il fonda en 1594 le collège Saint-Paul de Macao qui deviendra le centre de formation des missionnaires jésuites pour les langues et cultures de l’Orient (Chine et Japon). Il fit un dernier séjour au Japon de 1598 à 1603.
Il passe ses dernières années à Macao et y meurt le 20 janvier 1606. Il est inhumé le même jour dans la crypte de l'église de la Mère-de-Dieu dont seule la façade est encore debout à la suite d'un incendie en 1835.

## Nouvelle approche culturelle

### Généralités
- Dès son premier passage en Inde (1575), Valignano recommanda qu’un séminaire fût ouvert pour la formation d’un clergé autochtone. Il libéra de toute tâche Henrique Henriques, un vétéran de la mission et bon connaisseur du tamoul, pour qu’il puisse composer une grammaire, un dictionnaire et des livres de dévotions. Ces premiers livres en langue tamoule furent imprimés sur l’imprimerie nouvellement importée d’Europe à Goa.
- La même conviction que le christianisme ne survivrait pas à la présence de missionnaires étrangers en Asie si la culture n’était pas prise au sérieux le guida au Japon. Ils ne pouvaient se contenter de quelques adaptations superficielles. Durant 25 ans, Valignano fut l’administrateur méticuleux qui formula les éléments d’une politique d’inculturation chrétienne dans des civilisations anciennes dont il admirait la cohérence et la richesse.
- Quelques-uns de ces éléments sont :

1. Études de la langue et culture locale
2. Respect et appréciation de cette culture
3. Auteurs classiques occidentaux et orientaux enseignés dans les collèges (ouverture, en 1593, du fameux collège Saint-Paul de Macao qui devint le centre de soutien de toute la mission d’Extrême-Orient)[2]
4. Formation d’un clergé local (première ordination sacerdotale à Nagasaki en 1601)
5. Développement d’une littérature chrétienne en chinois, japonais et langues indiennes
6. Adoption des coutumes régionales dans tout ce qui n’est pas contraire à la foi[réf. nécessaire]

- Sa vaste correspondance, dont de nombreuses lettres sont conservées, révèle un homme qui réfléchit à la manière de parler du Christ à des peuples totalement étrangers au monde gréco-latin : "Comment éviter un eurocentrisme nuisible à la mission et d’ailleurs sans vrai lien avec la foi ?"[Interprétation personnelle ?]

### Ambassade Tenshõ
Alessandro Valignano décide en 1582 de monter une expédition de quatre jeunes gens de Kyūshū, avec leurs serviteurs, dans un grand tour couvrant le Portugal, l'Espagne et l'Italie pour finir avec la visite du Pape. Cette mission est dite ambassade Tenshõ en langue occidentale. Il s’agit bien d’exhiber devant les jeunes ambassadeurs la magnificence et l’autorité de l'Europe catholique. L'expédition rentre à Nagasaki en juillet 1590 au moment où le Japon lance les premières mesures anti-chrétiennes. La représentation de l’événement d’actualité profite plus à l’éclat des cités italiennes, des jésuites et de l’Église, qu’au Japon, où l’expulsion des chrétiens ne va pas tarder.

## Conflits et controverses
Valignano dut faire face à de fortes oppositions, d’une part de ceux qui estimaient qu’il paganisait le christianisme, d’autre part de missionnaires portugais liés au pouvoir colonial qui jugeaient qu’il agissait avec une trop grande liberté vis-à-vis du pouvoir royal, « protecteur » des missions.
Il eut également des problèmes avec ses confrères jésuites lorsqu’il tenta d’introduire dans les communautés jésuites des structures de vie et une discipline empruntées aux temples zen japonais…

## Postérité
Il est paradoxal que ce soit un homme peu doué pour les langues (car Valignano ne parla jamais avec facilité le japonais) qui lança un mouvement qui permit l’émergence d’orientalistes de premier ordre, tels que Matteo Ricci, Roberto de Nobili, Alexandre de Rhodes et d’autres.
Son approche missionnaire fondée sur une adaptation aux coutumes et usages locaux alimenta notamment la querelle des rites qui se solda en 1704 par une interdiction des pratiques intégrant les rites indigènes en 1704 par le pape Clément XI, confirmée par la bulle Omnium Sollicitudinum de Benoît XIV en 1744.
Le IIe concile œcuménique du Vatican avec le décret Ad Gentes repris cependant en 1965 les principes d'inculturation dont nous trouvons de nombreux éléments dans l'œuvre missionnaire de Valignano.

## Œuvres principales
- Historia del principio y progreso de la C.J. en las India orientales (1542-1564), (éd. J. Wicki, Rome, 1944.
- Sumario de las cosas del Japon (1583), com adiciones al Sumario (1592) (éd. J. L. Alvarez), Tokyo, 1954.
- Il ceremoniale per i missionari del Giappone, (éd. Schutte), Rome, 1946.
- Catechismus christianae fidei. Lisbon: Antonius Riberius, 1586 (œuvre très rare ; mais réimpression intégrale dans le premier volume de Antonio Possevino, Bibliotheca Selecta Qua Agitur De Ratione Studiorum in Historia, in Disciplinis, in Salutem Omnium Procuranda. Rome: Typographia Apostolica Vaticana, 1593[4].

En français :
- Les Jésuites au Japon : Relation missionnaire (1583) (traduit par J.Bésineau), Paris, Desclée de Brouwer (Coll. Christus), 1990, 285pp.